# Mesquita Türkmenbaşy Ruhy
A mesquita Türkmenbaşy Ruhy ou mesquita de Kipchak é uma mesquita localizada em Gypjak (também chamada Kipchak) no Turcomenistão. Está localizada a cerca de 7 km a oeste do centro da cidade de Asgabade, na rodovia M37.
A mesquita foi construída pela companhia francesa Bouygues por ordem de Saparmurat Niyazov na cidade onde havia-se estabelecido. Ela continha uma tumba preparada para  enterra-lo na ocasião de sua morte. Com efeito, a mesquita foi inaugurada em 22 de outubro de 2004 e recebeu o corpo de Saparmurat Niyazov em 24 de dezembro de 2006.
A mesquita é alvo de controvérsias pois escrituras do Alcorão e do livro Ruhnama, um guia espiritual publicado por Niyazov, estão estampados nas paredes. Isso incomoda vários muçulmanos que consideram um insulto colocar o Ruhnama em pé de igualdade com o Corão.